# 広瀬うみ
広瀬 うみ（ひろせ うみ、1995年11月12日 - ）は、日本の元AV女優。

## 略歴・人物
2015年6月、kawaii*の専属女優としてAVデビュー。
元々はバンビプロモーションでマネージャーをしていたが、同行したイベントでファンに応援され輝いているAV女優の姿を見て、自分も表舞台に立ってみたいと思ったのがデビューのきっかけ。
趣味はショッピング。特技はカーリング、バレエ。
同じ事務所に所属する跡美しゅり、かなで自由、北川ゆず、仁美まどか、水澤りこ、宮崎あやとでアイドルユニット「原宿☆バンビーナ」が結成され、2016年10月にデビューCD『Fantasmile!/fairyMagic』が発売された。2017年夏、原宿☆バンビーナ活動休止時にグループ卒業。
2016年10月、中国広州でライブチャットや大学キャンパスにて性教育の講座を仁美まどかと共に大学生約400名に対して行う。
2023年5月22日週FANZA動画フロアランキングにて、出演した『BAZOOKA 冬の大感謝セール コスパ最強ノーカットベスト爆乳限定2749分』（BAZOOKA）が1位を記録。

## 出演作品

### アダルトDVD
2015年
- 新人!kawaii*専属デビュ→ 原石美少女☆広くて大きな海が好き（6月25日、kawaii*）
- デカチン絶頂セックchu♥（7月25日、kawaii*）
- ごっくん風俗パラダイス♥（8月25日、kawaii*）
- 失禁!汗だく!ヌルびちょイカセックス!!（9月25日、kawaii*）
- 痴漢に狙われた女子校生（10月25日、kawaii*）
- 男より気持ちいい濃厚レズビアン（11月25日、kawaii*）
- 再婚相手の連れ子は美人女子校生姉妹!! 初めて皆で川の字で寝る事に…。明け方、年頃で可愛い妹のパジャマがはだけ、発育途中の身体を見て欲情してしまった僕は彼女を…!!ふと横を見ると、妹と僕がSEXしているのを気づいた姉が、興奮し身体をくねらせていたので…… 4（12月1日、DOC）
- J●とびっこ散歩! 2 リモバイ挿れたまま散歩できるかな?（12月10日、DOC）※「のぞみ」名義
- 完全ガチ交渉! 噂の、素人激カワ看板娘を狙え! vol.31 in文京区（12月19日、プレステージ）
- マジックミラー号 女子アナの内定が決まっている女子大生が淫語原稿読みでパンシミ広がる赤面興奮性交実況レポート!（12月24日、SODクリエイト）※「のぞみ」名義
- 天真爛漫ロリータの逆おじさんぽ（12月25日、宇宙企画）

2016年
- 顔出し!女子大生限定マジックミラー号 徹底検証! 男女の友情は成立する!? 5 友達関係のリアル素人大学生が日本一エロ〜い車MM号の中で二人っきり♥ 人生初の真正中出しスペシャル! in池袋 さらに過去シリーズを完全網羅した総集編付き! 収録人数36人の特別版!（1月8日、ディープス）※「のぞみ」名義
- 頑なにAV出演を拒んでいた行きつけの居酒屋のアイドル店員Uちゃんを口説いて撮影に成功。そして勝手に発売!!（1月8日、S級素人）
- 童貞を殺す隠れビッチ 広瀬うみの極上筆おろし大作戦（1月19日、キチックス）
- 親にも学校にも言えない、女子校生放課後限定バイト 8（1月22日、S級素人）
- 小悪魔系19才 新人OL社内ペニス狩り（1月22日、バルタン）
- 野外連れまわしゲリラ露出ド変態な広瀬うみちゃんとハプバーで中出しぶっかけ輪姦調教（1月22日、FIRST STAR）
- ゆる〜い先端フェラからのイラマチオのような過激吸引 さきっちょ奉仕してると結局喉奥まで咥え込みたくなる不思議（1月22日、SEX Agent）
- オナり愛液手コキ 2 〜わたしのマン汁でコスってあげるね〜（1月22日、SEX Agent）
- マジックミラー号 女子アナの内定が決まっている女子大生が淫語原稿読みでパンシミ広がる赤面興奮性交実況レポート!（1月24日、SODクリエイト）※「のぞみ」名義
- 巨根堕ち タダマン中出し女子校生（1月25日、本中）
- 美人OL専門中野区にある患者の極所ツボを突き必ず痙攣失禁させる施術院（2月1日、変態紳士倶楽部）
- 童貞クン家で童貞狩り（2月5日、ワープエンタテインメント）
- 成熟した姉の裸に触れた童貞弟はイケない事と知りつつもチ○ポを勃起させて「禁断の近親相姦」してしまうのか!? 7（2月6日、SODクリエイト）
- 未来の女子アナ ミスキャンパスを媚薬漬けにしてSEX さらに親友に電話させ呼び出し、その友達も薬漬けにしてSEX（2月12日、S級素人）
- ママの留守中ストーキングレイプ 即マングリ悶絶泣きイキ 抵抗できず感じちゃった真面目なJK（2月15日、LOTUS）
- じゅるじゅぱぶぽぽぉ 唾液量の多過ぎる卑猥な生フェラチオ（2月19日、SEX Agent）
- うーみん全作コンプリートだょ☆ 広瀬うみ 8時間special（2月25日、kawaii*）※総集編
- 街で噂の激カワ女子校生アルバイトちゃん達の処世術 〜お小遣い欲しさに中出しまでしてしまう秘密の裏バイト〜（2月26日、S級素人）
- 家族想いでエッチなDQN娘 vol.3（2月29日、JUMP）
- キスからスケベな純情ロリ美少女（3月1日、S-Cute）
- 相席居酒屋でナンパした仲良し2人組をお持ち帰り。コソコソHしていると隣の部屋にいるガードの堅い女友達はヤラせてくれるか【其の七】（3月1日、変態紳士倶楽部）
- フリーダム センズリ射精オーディション 2016（3月5日、フリーダム）
- 私、気持ちいいと泣いちゃうんです。真・絶対快感 ポルチオ覚醒（3月7日、桃太郎映像出版）
- 鉄拘束レズビアン 3（3月18日、クリスタル映像）
- 今から赤羽 Eカップ/えんぼしゅーちゅぅ/広瀬○ずに似てるって/複数好きかも/赤羽川口浦和/トプ画本人/おじさんLove♥（3月25日、FIRST STAR）
- 中出し種付け肉便器（4月1日、h.m.p）
- うちの真面目な妹達が親戚のギャルに感化されよったから子作り（4月1日、ZUKKON/BAKKON）
- 都内某所のパンチラスポットで見つけた 街角女子高生連れ込みパンチラ 恥じらい素人JK12人完全撮り下ろし 2016春（4月7日、ディープス）
- クラスメイトのパンチラがすぐそこに。SP 不細工だけど理系男子の僕の家にテスト前になると勉強を教えてちょうだいとやってくる文系女子。でもすぐに飽きてベットの上でゴロゴロ休憩している時のパンチラが見えて勃起。そしてベットの下に隠してあったエロ本を見つけた女子はチ○ポを欲しがり悶える。（4月7日、SWITCH）
- 羞恥! 彼氏連れ素人娘をマシンバイブでこっそり攻めまくれ! 9 素人VSマシンバイブ 激安居酒屋に設置した特設スタジオから実況ナマ中継!（4月7日、サディスティックヴィレッジ）
- 修学旅行で東京に来たイモだけど超絶かわいい田舎女子校生を“読モ”にしてあげる、とダマして中出し、お友達を電話で呼び出させてその娘もレイプ（4月7日、サディスティックヴィレッジ）
- 人妻ちゃんの精飲 知らない男の精子15発 ペット雑貨店員 はなさん25歳（4月7日、コスモ映像）※「はな」名義
- 出演交渉1カ月「かわいすぎる僕の彼女を寝取ってください」超プレミア級 一般人が彼氏の前で決意のAV出演! 濃厚ジュボフェラ、指ズボ白濁オナニー、生中3連発ドキュメント（4月8日、DIY）
- エロ可愛いJKがおま○こ・アナルをいっぱい見せちゃう♥ 指だけで何度もイキまくる自画撮りオナニー（4月15日、プリモ）
- 美少女即ハメ白書 47（4月20日、ソクハメラボ）
- 冴えない女優(セクシーヒロイン)の育てかた（4月22日、TMA）
- もしも時間を自由に止められたら… 6 広瀬うみ 中出し10連発3時間スペシャル（4月22日、UMANAMI）
- カットモデルの女性に睡眠薬を飲ませわいせつ行為を繰り返す美容師の投稿映像（4月22日、青空ソフト）
- 原宿系ショートカット淫交 緊縛調教（4月30日、KIプランニング）※「藤田すず」名義
- 銭湯の番台を頼まれた悪ガキの媚薬を使った鬼畜な悪戯（5月1日、MOODYZ）
- オナフェラ! キミだけに語りかけ! オマ●コぴちゃぴちゃ指入れ自画撮りオナニーの後に愛情たっぷりフェラチオ vol.01（5月1日、ロリオナ）
- フリーダム 金蹴りオーディション2016（5月5日、フリーダム）
- ニオイを感じる 足裏 2（5月5日、フリーダム）
- 大量精子鬼ごっくん20連発（5月13日、REAL）
- 超!素人動画★生中出し編（5月27日、S級素人）
- 「ねぇ?あたしと一緒にチャットでいっぱ〜いHなことしよ?」制服美少女!ピチャピチャ潮吹きLIVEチャットオナニー 4時間DX vol.09（6月1日、VALEX）
- このJKを脅迫してビデオ作りました 示談性交FILE05（6月13日、EROTICA）
- 美少女なのにサセコでヘンタイ（6月17日、クリスタル映像)
- 絶望エロス 誘拐されて、犯されて、家出して、また犯されて（7月13日、妄想族/絶望エロス）
- 地味で大人しい女子がハマる女性用回春中出しマッサージ（7月19日、マッサGoGo!!）
- 楽しいファン感アイドルバスツアーのはずが酷すぎる運営の対応にブチギレ! ヲタクたちにアイドルが好き勝手に犯されまくる性欲処理孕ませ乱交レイプ（7月21日、SODクリエイト）
- THEボディジャック REBORN 〜エロくて楽しい幽体離脱〜（7月21日、ROCKET）
- 広瀬うみ、お貸しします。（8月5日、クリスタル映像）
- 美乳Eカップに立派に発育し、欲情したキモオタの兄や実父までに犯されながら気持ちとは裏腹に敏感にオマ○コが反応しイキまくる妹（8月26日、ケイ・エム・プロデュース/宇宙企画）
- 焦らして焦らして契約をとる寸止め性保レディ 5（9月9日、ケイ・エム・プロデュース/BAZOOKA）
- 変態ノーパンJKと御籠り＆濃厚セックス 汗と愛液と栗の華の匂いに塗れた、1泊2日の性交実録（9月25日、オーロラプロジェクト・アネックス）
- 美少女うみちゃんの初黒人体験（9月25日、シャーク）
- 真面目な娘ほどカラダはエロい!彼女はいいなりメガネっ娘巨乳（10月7日、Be Free）
- この娘、犯してやる…。（10月13日、オーロラプロジェクト・アネックス）
- この娘、壊してやる…。（10月25日、オーロラプロジェクト・アネックス）
- 今、失踪した婚約者のレイプ映像がDVDで送りつけられてきた…。犯され、輪わされ、絶頂させられ…やがて戻ってきた彼女は既に…。（10月25日、オーロラプロジェクト・アネックス）
- 親友グループが突然女体化したから子作り（11月1日、ZUKKON/BAKKON）
- 小悪魔挑発GAL（11月1日、MARRION）
- 人妻の浮気心（11月1日、人妻援護会/エマニエル）
- 「えっ?僕が10,000人目の客!?記念サービスがある!?」人妻デリヘルを頼んだら、偶然、トップキャスト5名が来ることになってしまったら貴方はどうしますか? （11月10日、SODクリエイト）
- 素敵なカノジョ 広瀬うみ 美巨乳美少女の変態レズ潮吹き中出しぶっかけ輪姦（11月13日、BACK DROP）
- シジナシTV 与えられるのは場所と男優のみ! ぶっつけ本番即興ドラマ!（11月23日、SODクリエイト）
- 逆恨みリベンジポルノ 勘違いから始まった復讐劇58日間（11月25日、ダスッ!）※「りく」名義
- SODstar 飛鳥りん レズ解禁 ～チアリーディング部の先輩は全員レズビアン～（12月8日、SODクリエイト）
- 長距離バスで隣に座った綺麗な女性が不幸せそうな男に欲情してチ○ポをむさぼってくる…～夢の人生大逆転バス!声は出せないけど精子は出す!～（12月8日、SODクリエイト）
- 最高にエッチでかわいい僕の妹、広瀬うみとラブラブドマゾ近親相姦生活。（12月13日、MARX）
- 世界一発射の勢いが凄すぎる男の孕ませドッカーンSEX（12月19日、ROOKIE）
- SODファン大感謝祭!賢者タイムなし!何発も発射できる猛者が神!射精無制限ぜつりんバスツアー 超人気女優16人 VS 一般募集素人ファンによる夢の大乱交!総勢19名一泊二日79発射!（12月22日、SODクリエイト）
- ～撮影だけじゃ満足できないAV女優たち～ 撮影の合間に制作スタッフを誘惑していると噂の女優を隠し撮り むさぼる様にチ○ポを求め腰を振るAV女優4名の観察映像記録（12月22日、SODクリエイト）
- この娘ども、狂わせてやる…。広瀬うみ 向井藍 「堕ちる時は2人一緒、汚されるもの一緒、そして壊されるもの...ずっと一緒だよ...」（12月25日、オーロラプロジェクト・アネックス）

2017年
- 広瀬うみに、波多野結衣と羽月希が教えるレズの作法（1月6日、SODクリエイト）
- 制服カメラ（1月6日、ドリームチケット）
- マッサージにやってきた女性客の性感ポイントをこっそりじっくり刺激しつづけたら異常興奮で自ら性交懇願…早速挿入してあげたら隣客にバレないように絶頂声を上げないように、超スローな腰振りしかできない情けないセックスを見せてくれた（1月13日、MOODYZ）
- うちのエリート家族に催眠術が効きすぎたから子作り（2月1日、ズッコン/バッコン）
- 胸糞注意 パシリの僕にこの度大学で超可愛いJDの彼女が出来たのですが先日それを地元のスーパーDQN武丸先輩に見られて今度お前のナオン連れてこいと言われて仕方無く大事な彼女をDQNの溜まり場に連れていった時の話です（2月7日、JET映像）
- 職権乱用中出しオイルエステサロン（2月10日、ケイ・エム・プロデュース/BAZOOKA）
- 濃厚愛撫が気持ちよすぎて嘘をつく余裕がなくなった女優に「訊いてはイケナイこと」をインタビューしながら一流男優のチ○ポをハメたら全部しゃべって頭がおかしくなって泣きじゃくりながら超絶アクメ（2月16日、SODクリエイト）
- 一般男女モニタリングAV 街行く巨乳女子大生限定 ゴムハメ＆生ハメ検証企画 仲良し大学生姉弟が過激な近親相姦ミッションに挑戦！弟とのSEXでイかなかったら100万円！ゴム有りチ○ポではイクのを我慢できた姉もコンドームを外して生ハメされた瞬間に絶叫即イキ！（2月19日、ディープス）
- ［ノーカットドキュメント］ 指示しないオナニー 2（2月17日、OFFICE K’S）
- 胸糞注意 パシリの僕にこの度大学で超可愛いJDの彼女が出来たのですが先日それを地元のスーパーDQN武丸先輩に見られて今度お前のナオン連れてこいと言われて仕方無く大事な彼女をDQNの溜まり場に連れていった時の話です（2月19日、JET映像/卍GROUP）
- 強制唾液天国 4 見下し唾吐き・罵倒・ベロリンチョを主観目線!（2月20日、レイディックス/neo）
- お兄ちゃんには内緒だからね? 気弱な彼女(妹)が僕の先輩に秘密を握られ何度も性処理させられていた!（2月25日、h.m.p DORAMA）
- クラスのDQN軍団から助けてくれたのに何も出来ない僕。（3月7日、MOODYZ）
- 早漏ジョシのスピーディーアクメ ～私は私のイイトコを知っている～（3月17日、SEX Agent/妄想族）
- NOと言えない超気弱な美人工員に強引中出し！町工場に勤務している可愛いけど地味目な気弱女子工員は更衣室で毎日毎日セクハラし続けられ結局断りきれず中出しを許してしまう。(3月19日、お夜食カンパニー)
- 親が見たら泣くビデオ。 2 死にたくなるほど辛いのに感じまくってヒィヒィ言ってる女子校生の凌辱セックス。清楚系JKに顔射＆舌上射精＆中出し 6人4時間（5月25日、ビッグモーカル）
- 向井藍 CLIMAX SPECIAL Part.2 欲情のショートカット娘、ますますドMでビッチに進化!（8月13日、オーロラプロジェクト）※単体ベスト

2018年
- 黒人チ●ポでガチのアヘ顔晒しますっ!!（1月25日、BLACK＆BLACK）

### イメージDVD
- 初裸 80（2015年5月7日、REbecca）
- Umi ステップアップガール・広瀬うみ（2015年9月3日、REbecca）
- TENDER TRAP 裸の君に恋をして（2016年1月13日、Precious Beauty）

## 書籍

### グラビア
- 週刊大衆（2015年7月20日号）『雑誌初登場!エッチな“うみ街ダイアリー” 圧倒的な透明感! 広瀬うみ 極上美女の「デビューヘアヌード」』3-6頁。
- 週刊実話（2015年7月23日号）『発掘! お宝美少女!! 広瀬うみ』15-18頁。
- 週刊大衆（臨時増刊号2015年8月30日号）『「おいでよ!び～ちくビーチ」』187-190頁。
- フライデー（2015年9月4日号）『7人が夢の競演!「ヘアヌード夏の陣」』60頁。
- 週刊実話（2016年3月24日号）『プライベートエロス』227-229頁。

## 出演

### テレビ
- 原宿☆バンビーナ（2016年7月1日 - 、エンタ!959）[11]

### 映画
- 熟☆ギャル☆白書 極楽仁王勃ち（2016年1月15日、オーピー映画） ‐ 丸岡翔子 役[12]